# Relicte
|  | No s'ha de confondre amb Relíquia. |

El terme relicte remet als romanents supervivents de fenòmens naturals. Cal no confrondre'l amb relíquia, que s'usa per als ginys humans o els seus romanents o totes dues coses alhora.

## Relicte enbiologia
Un relicte és un organisme que en altres eres va ser abundant en una gran àrea, i que ara es troba només en petites àrees. La distribució d'un relicte està caracteritzada com a endèmica. El rèptil tuatara i la planta cicadàcia són exemples de relictes. Aquell viu només en poques i petites illes de Nova Zelanda, i aquestes van ser molt corrents durant l'era mesozoica, en especial en el període Juràssic. De fet, aquest període és conegut com l'"edat de les cicadàcies". En l'actualitat, únicament creixen a les zones tropicals i subtropicals. A les Illes Canàries, s'hi pot trobar el cas del drago i el bosc de laurisilva (formació boscosa terciària).
El terme relicte pot referir-se a antigues espècies que sobreviuen mentre les espècies acompanyants són extintes: el Limulus polyphemus (quelicerat, artròpode), és un exemple d'aquest tipus de relicte, estan emparentats amb els euriptèrides, que es van extingir en l'extinció massiva del permatriàsic.

## Relicte engeologia
Relicte són les estructures de minerals d'un material rocós parental que no ha metamorfosat quan les roques veïnes sí que ho feien, o són les roques que sobreviuen a un procés geològic destructiu. Per exemple, els patrons ondulants vistos en el marbre són relictes de deposicions en la calcita original.